# Schultze Gets the Blues
Schultze Gets the Blues is een Duitse film uit 2003 van Michael Schorr.

## Verhaal
Schultze (gespeeld door Horst Krause) is een zwaarlijvige, onlangs op rust gestelde zoutmijnwerker in Teutschenthal (nabij Halle in Duitsland). Samen met zijn eveneens afgedankte vrienden Jürgen en Manfred weet hij niet goed wat te doen met zijn vrije tijd.
Jarenlang speelde hij traditionele polkamuziek op zijn accordeon, maar door een aantal omstandigheden raakt hij geïnteresseerd in de Amerikaanse zydeco- en cajunmuziek. Alhoewel hij schrik heeft om naar de Verenigde Staten te reizen, aanvaardt hij de wens van zijn muziekclub om hen te vertegenwoordigen op een festival voor Duitse volksmuziek in New Braunfels, Texas.
In de plaats van op te treden, reist hij met een motorboot rond, alhoewel hij geen Engels spreekt, en dompelt hij zich onder in de muziek en de cultuur van de bayou. Ten slotte wordt hij ziek bij zijn nieuwe vrienden en sterft (waarschijnlijk). In Teutschenthal wordt een begrafenisplechtigheid gehouden voor Schultze, die uitdraait op een milde herdenking van zijn leven: "Herr, lehre uns Bedenken, dass wir alle einmal sterben müssen, auf das wir im Leben klug werden" - "Heer, herinner ons eraan dat wij allen eenmaal moeten sterven, zodat we tijdens ons leven wijzer worden" (Psalm 90,12).

## Rolverdeling
- Horst Krause: Schultze
- Harald Warmbrunn: Jürgen
- Karl-Fred Müller: Manfred
- Ursula Schucht: vrouw van Jürgen
- Hannelore Schubert: vrouw van Manfred
- Erwin Meinicke: skater
- Hans Hohmann: skater
- Siegfried Zimmermann: skater

## Prijzen
- Special Directors Award, Filmfestival van Venetië, 2003
- Beste film, Beste debuut, Beste scenario en Beste acteur (Horst Krause), International Filmfestival van Stockholm, 2003
- Beste film, Beste regie en Beste decors, Internationaal Filmfestival van Gijon, 2003
- Beste decors voor Natascha E. Tagwerk, Deutscher Filmpreis, 2004
- Beste debuut, Flaiano International Award, 2004
- Special Prijs van de jury, Europees Filmfestival Cinessonne (Parijs) 2004